# Jang Hye-ock
Jang Hye-ock (9 de fevereiro de 1977) é uma ex-jogadora de badminton coreana. campeã olímpica, especialista em duplas.

## Carreira
Jang Hye-ock representou seu país nos Jogos Olímpicos de Verão de 1996, conquistando a medalha de prata, nas duplas femininas, com Gil Young-ah.